# Carpigiani

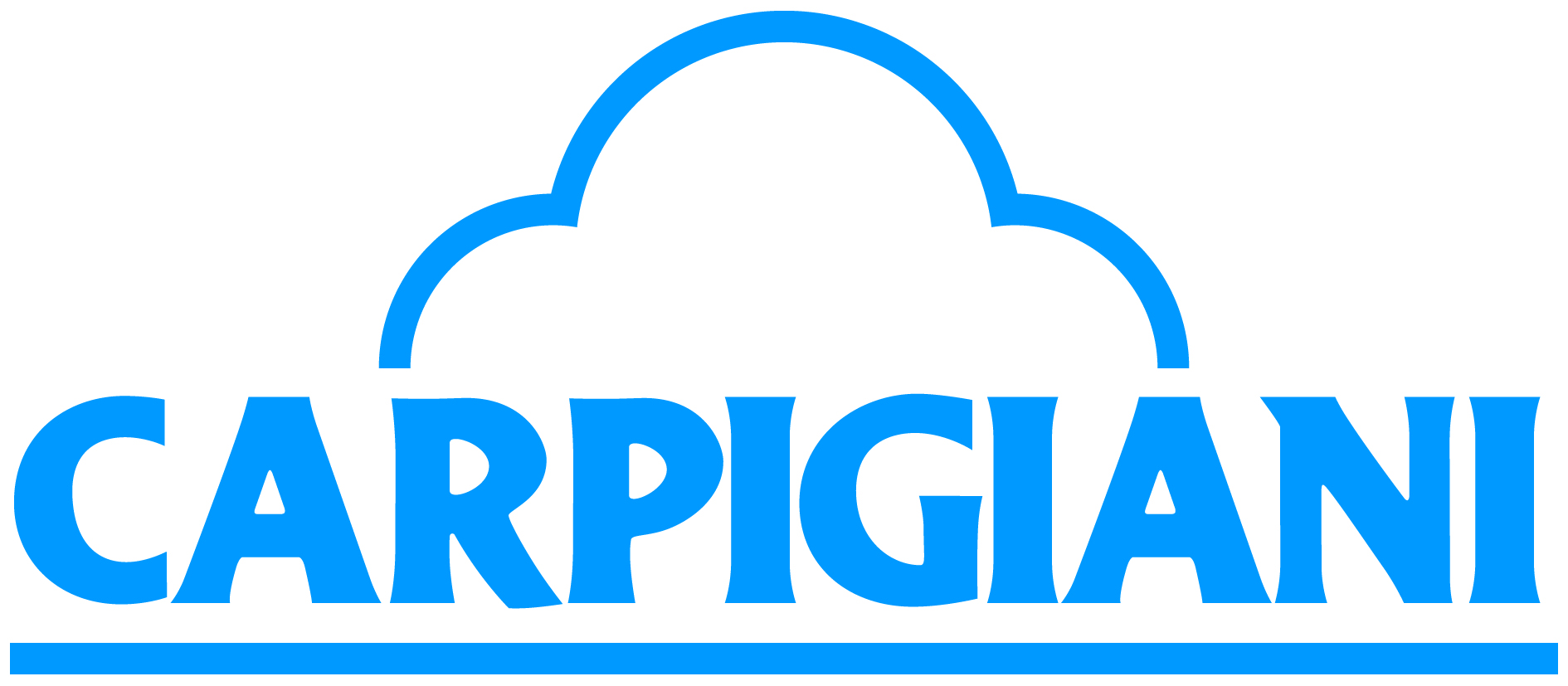
Logotipo da Carpigiani.

Carpigiani é uma indústria que produz máquinas de sorvete situada perto de Bolonha, na Itália.
Sua história teve início em 1944, quando os irmãos Bruto e Poerio Carlo Carpigiani criaram a famosa "Gastecnica S.a.s dei fratelli Carpigiani". Eles criaram e patentearam a primeira máquina de sorvete, chamada "Autogelatiera". Avanços tecnológicos durante a década de 1960 tornaram a Carpigiani a empresa líder mundial na indústria de máquinas de sorvete, com a invenção do "hard-o-matic".
Em 1964 uma filial foi fundada nos Estados Unidos com o nome Coldelite U.S.A., em 1971 Carpigiani comprou a empresa concorrente Cattabriga e em 1989 foi comprada pelo grupo Comenda Ali.
Atualmente a Carpigiani detém 30% do mercado de produção de máquinas de sorvete em todo o mundo. Está presente na Itália, Espanha, França, Alemanha, Países Baixos, Reino Unido, EUA, Japão e Rússia.